# Free Your Mind (premio)
Free Your Mind è un premio assegnato da MTV durante le sue tante manifestazioni in tutto il Mondo dedito a sensibilizzare gli spettatori al sociale, alla violazione dei diritti umani, alle leggi politiche e civili, promuovendo, prima di tutto, la salvaguardia dell'ambiente in tutte le sue forme.

## MTV Europe Music Awards
| Anno | Vincitore                        | Note |
| ---- | -------------------------------- | --- |
| 1994 | Amnesty International            | Per aver prevenuto e posto fine ai gravi abusi dei diritti umani e per aver chiesto giustizia per coloro i cui diritti sono stati violati. |
| 1995 | Greenpeace                       | Per la loro compagnia contro i test nucleari.                                                                                              |
| 1996 | The Buddies and Carers of Europe | |
| 1997 | Landmine Survivors Network       | Per aver aiutato i sopravvissuti a riprendersi dalla guerra, ricostruito le loro comunità, e rotto i cicli di violenza.                    |
| 1998 | B92                              | Per il giornalismo e la battaglia per i diritti umani                                                                                      |
| 1999 | Bono                             | Per la sua opera di pace nel Mondo. |
| 2000 | Otpor!                           | Per il loro prezioso contributo alla protesta del 5 ottobre 2000.                                                                          |
| 2001 | Treatment Action Campaign        | Per lo straordinario lavoro della campagna per la lotta all'HIV/AIDS nel Sudafrica.                                                        |
| 2002 | FARE                             | Per aver messo fino al razzismo e alla xenofobia nel calcio europeo.                                                                       |
| 2003 | Aung San Suu Kyi                 | Per aver guidato il Movimento Democratico Birmano.                                                                                         |
| 2004 | La Strada                        | Per la lotta contro il traffico di donne e ragazze in Europa.                                                                              |
| 2005 | Bob Geldof                       | Per il suo lavoro solidale nell'organizzare il Live 8.                                                                                     |
| 2007 | Anton Abele                      | Per la sua battaglia contro la violenza, a seguito della morte di Riccardo Campogiani.                                                     |
| 2009 | Mikhail Gorbachev                | |
| 2010 | Shakira                          | per la sua continua dedizione a migliorare le condizioni di vita di tutti i bambini del mondo.                                             |

## MTV Australia Awards
| Anno | Vincitore     |
| ---- | ------------- |
| 2005 | AusAID        |
| 2006 | Peter Garrett |

## MTV Russia Music Awards
| Anno | Vincitore                       |
| ---- | ------------------------------- |
| 2004 | Vladimir Posner                 |
| 2005 | Valery Gazzaev                  |
| 2006 | Equipaggio della "Kruzenshtern" |

## MTV Romania Music Awards
| Anno | Vincitore                          |
| ---- | ---------------------------------- |
| 2003 | Matei-Agathon Dan                  |
| 2004 | McCann Erickson                    |
| 2006 | Organizzazione delle Nazioni Unite |